# Soblahov
Soblahov (in tedesco Soblahof, in ungherese Cobolyfalu) è un comune della Slovacchia facente parte del distretto di Trenčín, nella regione omonima.
È citata per la prima volta in un documento storico nel 1332. All'epoca la giustizia era amministrata secondo il diritto di Soblahov, che veniva applicato anche in alcuni comuni circostanti. Nel 1628 vi si rifugiarono alcuni gruppi di anabattisti tedeschi chiamati Habaner. 

## Comuni gemellati
- Rudniki